# Клейн, Раул
Раул Ота́вио Клейн (порт.-браз. Raul Otávio Klein; 27 сентября 1932, Нову-Амбургу — 10 июня 1998, Нову-Амбургу) — бразильский футболист, левый нападающий.

## Карьера
Раул Клейн родился в Нову-Амбургу в семье Отавио Алфредо Клейна. Он начал карьеру в 1949 году в клубе «Флориано», где через год стал игроком основного состава. В 1952 году Клейн перешёл в стан «Флуминенсе», где дебютировал 2 марта в матче турнира Рио-Сан-Паулу с «Палмейрасом» (2:2). Всего он провёл за клуб три игры в том же месяце. В том же году с клубом он занял второе место в чемпионате Риу-Гранди-ду-Сул. Затем он вернулся во «Флориано». В 1954 году он участвовал в матче открытия стадиона Санта-Роза. С 1957 по 1961 год Клейн играл за «Португезу Деспортос», за которую провёл 108 матчей и забил 42 гола. По некоторым данным, он играл также за венский «Рапид».
В 1956 году Клейн поехал в составе сборной Бразилии на Панамериканский чемпионат. Сборная состояла только из футболистов из клубов штата Риу-Гранди-ду-Сул. 1 марта он дебютировал в составе команды в матче первенства с Чили и сразу забил победный гол. На этом турнире он провёл три игры, а затем его в составе вытеснил Шинезиньо. Бразилия выиграла на первенстве золотые медали. По возвращении на родину Раул сказал:
Чемпионат был захватывающим событием. Эта победа стоила нам огромных усилий, слез и безграничной самоотдачи. Я воспользуюсь этой возможностью [интервью], чтобы поприветствовать великих людей моей страны. То, что я сделал против Чили, я посвящаю своему любимому промышленному городу, потому что я думал о жителях Нову-Амбургу, как только уехал. Я с нетерпением жду встречи с друзьями снова...

## Международная статистика
| Матчи Раула Клейна за сборную Бразилии | Матчи Раула Клейна за сборную Бразилии | Матчи Раула Клейна за сборную Бразилии | Матчи Раула Клейна за сборную Бразилии | Матчи Раула Клейна за сборную Бразилии | Матчи Раула Клейна за сборную Бразилии | Матчи Раула Клейна за сборную Бразилии |
| -------------------------------------- | -------------------------------------- | -------------------------------------- | -------------------------------------- | -------------------------------------- | -------------------------------------- | -------------------------------------- |
| №                                      | Дата                                   | Место проведения                       | Оппонент                               | Счёт                                   | Голы                                   | Турнир                                 |
| 1                                      | 1 марта 1956                           | Мехико                                 | Чили                                   | 2:1                                    | 1                                      | Панамериканский чемпионат              |
| 2                                      | 6 марта 1956                           | Мехико                                 | Перу                                   | 1:0                                    | —                                      | Панамериканский чемпионат              |
| 3                                      | 8 марта 1956                           | Мехико                                 | Мексика                                | 2:1                                    | —                                      | Панамериканский чемпионат              |

## Достижения
- Победитель Панамериканского чемпионата: 1956

## Личная жизнь
Клейн был женат на Лизете Орн. У них было двое детей — Луис Отавио и Денизе.

## Статистика
- Профиль на СамбаФут Архивная копия от 24 октября 2020 на Wayback Machine
- Профиль на ogol.com.br Архивная копия от 24 октября 2020 на Wayback Machine